# أليساندرو بوتينزا
أليساندرو بوتينزا (بالإيطالية: Alessandro Potenza)‏ (مواليد 8 مارس 1984 في سان سيفيرو - إيطاليا) لاعب كرة قدم إيطالي يلعب حاليا لصالح نادي الدرجة الأولى كاتانيا الإيطالي منذ 2009 في مركز الظهير الأيمن كما يجيد اللعب في مركز الظهير الأيسر .

## روابط خارجية
- أليساندرو بوتينزا على موقع الاتحاد الدولي (مؤرشف)  (الإنجليزية)
- أليساندرو بوتينزا على موقع قاعدة بيانات كرة القدم.إي يو (الإنجليزية)
- أليساندرو بوتينزا على موقع Soccerway.com (الإنجليزية)
- أليساندرو بوتينزا على موقع عالم كرة القدم.نت (الإنجليزية)
- أليساندرو بوتينزا على موقع كووورة
- أليساندرو بوتينزا على موقع أوليمبيديا (الإنجليزية)
- أليساندرو بوتينزا على موقع AS.com (الإسبانية)